# Tanja Gulder
Tanja Gulder (* 1978) ist eine deutsche Chemikerin und seit 2023 Professorin für organische Chemie an der Universität des Saarlandes, zuvor war sie seit 2020 Professorin für organische Chemie an der Universität Leipzig.

## Leben
Ihr Chemiestudium an der Julius-Maximilians-Universität Würzburg schloss Tanja Gulder 2004 mit einer Diplomarbeit im Arbeitskreis von Gerhard Bringmann ab. Nach ihrer Promotion 2008 im gleichen Arbeitskreis ging sie bis 2010 für einen Postdoc-Aufenthalt zu Phil Baran an das Scripps Research Institute in La Jolla. Nach ihrer Rückkehr leitete sie bis 2014 eine Nachwuchsgruppe an der RWTH Aachen und danach bis 2017 eine an der Technischen Universität München. 2018 trat sie dort eine Heisenberg-Professur für biomimetische Katalyse an. Im selben Jahr lehnte sie einen Ruf an die Ruprecht-Karls-Universität Heidelberg auf eine W3-Professur ab. 2020 trat sie eine Professur für organische Chemie an der Universität Leipzig an, von wo aus sie Ende 2023 auf eine Professur für organische Chemie an der Universität des Saarlandes wechselte.

## Forschungsgebiete
Schwerpunkt der Arbeiten von Tanja Gulder und ihrer Arbeitsgruppe ist die Entwicklung katalytischer Systeme durch Imitation der Natur (Biomimetik). Insbesondere die Nachahmung von Halogenasen für die selektive Halogenierung ist dabei eines ihrer Forschungsziele.

## Veröffentlichungen und Patente
Gulder hat an knapp 50 wissenschaftlichen Publikationen mitgearbeitet, darunter befindet sich unter anderem eine Veröffentlichung in Science. Weiterhin ist sie Miterfinderin von zwei Patenten.

## Auszeichnungen und Preise (Auswahl)
- 2004 – Stipendium des Fonds der Chemischen Industrie
- 2007 – Klaus-Grohe-Preis der Gesellschaft Deutscher Chemiker[8]
- 2010 – Liebig Stipendium des Fonds der chemischen Industrie
- 2012 – Thieme Chemistry Journal Award[9]
- 2013 – Max Buchner Stipendium der DECHEMA[10]
- 2013 – Emmy Noether Stipendium der Deutschen Forschungsgemeinschaft[11]
- 2014 – Preis der Otto Röhm Gedächtnisstiftung
- 2017 – Heisenberg-Professur für Biomimetische Katalyse[2]
- 2023 – Mitglied der Sächsischen Akademie der Wissenschaften
- 2023 – Publikationspreis Fluorchemie der Arbeitsgemeinschaft Fluorchemie der Gesellschaft Deutscher Chemiker[12]